# 陶清安
陶清安，云南昆明人，是一名清朝政治人物、同進士出身。
光緒二年，登進士。1881年，接替贾汝谦任崇明县知县一职，1882年由汪定勋接任。